# Юнацька збірна Франції з футболу (U-16)
Юнацька збірна Франції з футболу (U-16) — національна футбольна збірна Франції, що складається із гравців віком до 16 років. Керівництво командою здійснює Французька футбольна федерація. Збірна може брати участь у товариських і регіональних змаганнях.
Формує найближчий кадровий резерв для основної юнацької збірної, команди до 17 років, яка може кваліфікуватися на Юнацький чемпіонат Європи з футболу (U-17). До зміни формату юнацьких чемпіонатів Європи у 2001 році саме команда 16-річних функціонувала як одна з основних юнацьких збірних і була учасником відповідної континентальної юнацької першості з футболу, а до 1991 року мала право представляти країну і на чемпіонаті світу U-16.

## Юнацький чемпіонат Європи (U-16)
| Рік    | Раунд              | І  | В  | Н  | П  | Г+ | Г- |
| ------ | ------------------ | -- | -- | -- | -- | -- | -- |
| 1982   | не кваліфікувалася | -  | -  | -  | -  | -  | -  |
| 1984   | не кваліфікувалася | -  | -  | -  | -  | -  | -  |
| 1985   | 5-те місце         | 3  | 2  | 0  | 1  | 7  | 2  |
| 1986   | 15-те місце        | 3  | 1  | 0  | 2  | 3  | 6  |
| 1987   | третє місце        | 5  | 3  | 2  | 0  | 9  | 2  |
| 1988   | 8-ме місце         | 3  | 1  | 1  | 1  | 2  | 2  |
| 1989   | третє місце        | 5  | 3  | 1  | 1  | 10 | 8  |
| 1990   | 9-те місце         | 3  | 0  | 2  | 1  | 2  | 4  |
| 1991   | четверте місце     | 5  | 2  | 3  | 0  | 9  | 3  |
| 1992   | 11-те місце        | 3  | 0  | 1  | 2  | 1  | 3  |
| 1993   | четверте місце     | 5  | 2  | 2  | 1  | 9  | 5  |
| 1994   | не кваліфікувалася | -  | -  | -  | -  | -  | -  |
| 1995   | четверте місце     | 5  | 3  | 0  | 2  | 7  | 6  |
| 1996   | віцечемпіон        | 6  | 4  | 1  | 1  | 7  | 1  |
| 1997   | не кваліфікувалася | -  | -  | -  | -  | -  | -  |
| 1998   | не кваліфікувалася | -  | -  | -  | -  | -  | -  |
| 1999   | не кваліфікувалася | -  | -  | -  | -  | -  | -  |
| 2000   | не кваліфікувалася | -  | -  | -  | -  | -  | -  |
| 2001   | віцечемпіон        | 6  | 5  | 0  | 1  | 17 | 1  |
| Усього | 12/19              | 52 | 26 | 13 | 13 | 83 | 43 |